# 김성률
김성률(金聲律, 일본식 이름: 金子義臣가네코 요시오미, 1888년 ~ ?)은 일제강점기의 교육인 겸 역사가이다.

## 생애
경기도 창신공립보통학교 부훈도(1919년 ~ 1922년), 경기도 교동공립보통학교 훈도(1923년 ~ 1925년), 함경북도 사범학교 교유(1927년 ~ 1930년). 함경북도 나남보통학교 훈도와 함경북도 시학(1930년), 전라북도 전주고등보통학교 교유(1931년 ~ 1932년), 전라북도 전주여자고등보통학교 교유(1933년), 전라북도 전주고등보통학교 교유와 전주여자고등보통학교 교유(1934년 ~ 1936년)를 역임했다. 1936년 7월 충청북도 학무과로 전근을 갔으며 1937년 경기도 인천부 내무과 촉탁으로 임명되었다.
1938년 저서 《사실로 본 내선일체》를 통해 역사적 사실을 기반으로 한 내선일체를 주장했으며 1939년 1월 18일 라디오 강연 《사실로 본 내선일체》를 통해 내선일체를 선전했다. 1939년 조선총독부가 발행한 잡지 《조선》에 〈내가 생각하는 내선일체〉(1939년 3월호), 〈내선인의 혈연 이야기〉(1939년 9월호)를 기고했다. 특히 〈내선인의 혈연 이야기〉는 "일동족(日東族)이라는 민족이 동아(東亞, 동아시아)를 개척했고 이들이 몽고(몽골), 만주, 조선, 일본을 통해 이주했다"는 역사적 사실을 근거로 내선인(조선인)과 일본인, 만주인의 혈연이 동일함을 증명하는 한편 이를 바탕으로 내선일체(內鮮一體)와 일만일체(日滿一體), 동조동근(同祖同根) 이론을 주장한 글이었다.
1939년 친일단체 국민문화연구소에 가입했지만 나중에 탈퇴했고, 1940년 4월 친일단체 녹기연맹에 가입했다. 1940년 1월 내선일체실천사 이사를 역임했으며 1940년 8월 단행본 《신일본인의 면목》을 저술했다. 저서 《신일본인의 면목》은 내선일체를 명백한 역사적 사실로 규정하는 한편 모든 반도인들(조선인들)이 일본인의 정신을 본받아 황국신민이 될 것을 주장한 책이었다.
친일반민족행위진상규명위원회가 발표한 친일반민족행위 705인 명단에 포함되었다.

## 참고자료
- 친일반민족행위진상규명위원회 (2009). 〈김성률〉. 《친일반민족행위진상규명 보고서 Ⅳ-3》. 서울. 22~42쪽.